# دولت فلنسبورگ

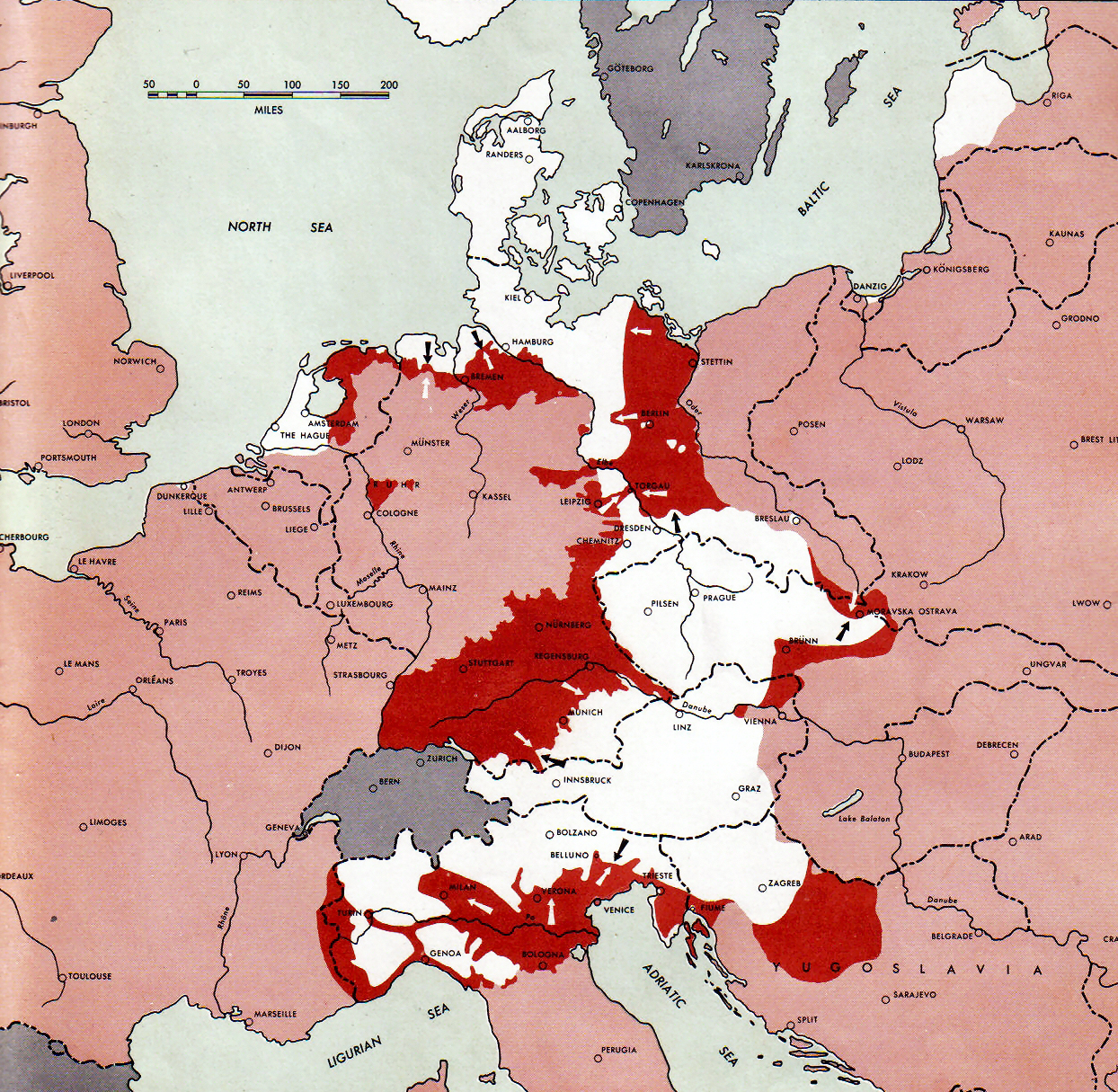
وضعیت جنگ جهانی دوم در اروپا، در تاریخ ۱ مه ۱۹۴۵. مناطق سفید تحت کنترل نیروهای آلمانی، مناطق صورتی تحت کنترل متفقین و مناطق قرمز نشان‌دهندهٔ پیشرفت‌های اخیر متفقین است.

دولت فلنسبورگ (به آلمانی: Flensburger Regierung) یا کابینه فلنسبورگ حکومتی بود که به رهبری کارل دونیتس در روزهای پایانی آلمان نازی و از ۲ مه تا ۲۳ مه ۱۹۴۵ میلادی در آلمان بر سر کار بود. این حکومت پس از خودکشی آدولف هیتلر و جوزف گوبلز بر پا شد. کارل دونیتس رئیس‌جمهور و لوتس شورین فون کروسیک مسوولیت اداره دولت را به عهده داشت. مقر این دولت در شهر فلنسبورگ در شمال آلمان قرار داشت.
آدولف هیتلر ۲۸ آوریل در مراسمی غیرمنتظره با حضور گروهی از مقامات عالی‌رتبه آلمان نازی در عین ناباوری آن‌ها دریاسالار کارل دونیتس را به عنوان رئیس‌جمهور و فرمانده کل قوای آلمان برگزید. یوزف گوبلز را صدراعظم و مارتین بورمان را به عنوان رئیس حزب ناسیونال سوسیالیست آلمان اعلام کرد. او همچنین هرمان گورینگ و هاینریش هیملر را به عنوان خائن معرفی کرده و آن‌ها را از دولت و حزب اخراج کرد. گورینگ که پیش از آن به عنوان جانشین هیتلر از او یاد می‌شد آن زمان در باواریا توسط نیروهای اس‌اس بازداشت شده بود.
هیتلر سپس در ۲۹ آوریل مراسم ازدواج خود و اوا براون معشوقه‌اش را برگزار کرد و بعد از ظهر ۳۰ آوریل خودکشی کرد. همان روز کارل دونیتس به عنوان رئیس‌جمهور کار خود را آغاز کرد و جوزف گوبلز نیز صدراعظم او شد. اما یک روز بعد گوبلز هم خودکشی کرد. دونیتس به همین دلیل وزیر دارایی خود لوتس گراف شورین فن کروسیک را مسوول اداره دولت و به نوعی جانشین گوبلز قرار داد. روز دوم مه برلین به‌طور کامل سقوط کرد و دونیتس مقر دولت را به شهر شمالی فلنسبورگ انتقال داد. هیتلر در حالی دونیتس را به عنوان رئیس‌جمهور برگزید که خود مقام ریاست جمهوری را در سال ۱۹۳۴ در مقام صدر اعظمی ادغام کرده و خود را فوهرر (پیشوا) خوانده بود.
البته دونیتس حتی پیش از تعیین خود به عنوان جانشین هیتلر می‌دانست که موقعیت آلمان غیرقابل دفاع است و ورماخت دیگر توانایی مقاومت ندارد به همین دلیل او در طول این حکومت کوتاه تنها تلاش کرد تا مطمئن شود که نیروهای مسلح آلمان تسلیم آمریکایی‌ها و انگلیسی‌ها شوند و نه روس‌ها، اما برنارد مونتگومری فرمانده قوای انگلیسی و دوایت آیزنهاور فرمانده قوای آمریکایی خواهان تسلیم بی قید و شرط آلمان در مقابل تمام متفقین بودند و دونیتس در هشتم ماه مه تسلیم بی قید و شرط آلمان را اعلام کرد.